# 4095 Ісідзутісан
4095 Ісідзутісан (4095 Ishizuchisan) — астероїд головного поясу, відкритий 16 вересня 1987 року.
Тіссеранів параметр щодо Юпітера — 3,721.